# 王维
王維（699年—761年）:5，字摩詰，人稱摩詰居士:173，以官職被稱為王右丞:84，有詩佛之稱:139，山西太原祁縣人，唐代官員、詩人兼畫家。王維出身士族，進士及第，曾被貶濟州，得宰相張九齡賞識，擢升為右拾遺、左右補闕，成為宮廷詩人，安史之亂中被叛軍所俘，被迫接受職署，獲救後原本身負叛國之罪，得唐肅宗赦免，僅降階為太子中允，後累迁中書舍人、尚書右丞。王維的重要貢獻在於提升絕句地位及對仗句的藝術特色，受譽為「天下文宗」，獲後人評為詩中有畫、畫中有詩，並受尊崇為水墨畫始祖及山水畫宗師。
王維詩歌現存370多首，兼善各體，主題廣泛，尤善山水田園詩，詩風柔和寧靜閑逸，語言言簡意賅，詩歌被廣泛傳唱，著名作品有《輞川集》、《九月九日憶山東兄弟》、《送元二使安西》、《鳥鳴澗》等。繪畫方面，王維兼受李思訓與吳道子影響，運用破墨手法，擅長於山水畫與人物畫，代表作有《輞川圖》、《伏生授經圖》等。宗教方面，王維篤信佛教，長期修禪，以禪理入詩。

## 家世
王維出身世家望族太原王氏:174，高祖王儒賢、曾祖王知節、父親王處廉的任官都止於州司馬，祖父王冑則官至協律郎:1。宇文所安指出，王維的家族地位是盛唐詩人中最高的:33，入谷仙介則認為王維是「小官僚出身」。王維祖先是太原祁縣人，到父親王處廉時移居河東郡蒲州，以靠攏中央政權:1-3。王維母親亦出自世家望族博陵崔氏，聲望卓著:33。王維有弟弟王縉、王繟、王紘、王紞，其中王縉是唐代宗時的宰相:1。

## 生平

### 早年
王維祖籍太原祁縣，出生於蒲州，幼年早熟聰慧，少年時離開蒲州到都城長安:2、10、12，與諸王交遊。王維有音樂天賦，以其才華贏得顯貴者的賞識，717年（開元五年）在京兆府試中及第獲得解頭（狀元）:16-17、10，成為京兆府解送的貢士，得到岐王李範等王子的扶持:34。據說岐王曾叫王維扮作音樂家，帶他到公主府中，讓他演奏曲子《鬱輪袍》。玉真公主覺得王維博學多才，極力推薦他:180-181。719年（開元七年）王維進士及第，出任太樂丞:10，掌管皇家音樂。翌年720年（開元八年），王維因排演了除天子以外禁止欣賞的黃獅子舞:183:32，被貶濟州司倉參軍:61。宇文所安推測排演黃獅子舞也許只是解職的借口，真正原因可能是他與諸王交往過密:35。

### 壯年
王維在濟州任職數年，約在727年（開元十五年）辭官退隱嵩山，但他並無真隱的誠心，在728年（開元十六年）重返長安:1-3。約730年（開元十八年）王維喪妻，以後終身不復娶:95。734年（開元二十二年）張九齡拜相，王維向張九齡求職:38-39，得到賞識和升擢:84，出任右拾遺。自此他作了不少宮廷詩和宴會詩。737年（開元二十五年），張九齡失勢被貶，幾個月後:39，時任監察御史的王維被派出使涼州去慰勞將士:125。同年他受河西節度副使崔希逸之聘，為其幕僚，前往涼州就任判官:68:449。然而738年（開元二十六年）崔希逸便去世，王維回到長安。740年（開元二十八年），王維以侍御史的身份，到襄州一帶辦理考試事宜:74、231、5，其後裴耀卿命他回朝任職:40。天寶時（742年—756年），王維先後為左補闕與右補闕:103，後來升任兵部裏的庫部員外郎。744年（天寶三载），王維因不願參加李林甫的政治集團，離京到淇縣退隱，到李林甫失去相位後才回到長安:84-86，到755年（天寶十四载）就職給事中:40。王維買下了從前宋之問在藍田縣的別墅，是為輞川莊，常與友人在輞川蕩舟來往，以琴詩為樂:221、223，他在輞川親手種銀杏樹相傳至今猶存:66。王維一度有意辭官退隱輞川，但依友人勸說改變主意:301。王維是當時的詩壇領袖，與王昌齡、孟浩然、儲光羲、祖詠、錢起、盧象等詩人交遊:123、120-121，又與小舅崔興宗、友人裴迪來往密切:162、121。王維對崔興宗無話不談，推心置腹，裴迪則與王維最親密:164、174。

### 晚年
755年（天寶十四载）安史之亂爆發，翌年叛軍攻陷長安，王維逃走不及被俘，先被囚禁在長安菩提寺，後來被押送到洛陽，囚禁在城南普施寺。王維服藥下痢，想以患病為借口免除仕賊:258、266、263，但還是被迫接受安祿山的官爵，任給事中，實際上仍處於監禁狀態:258、263。安祿山一次在皇宮的凝碧池畔大宴群臣，演奏的樂師都傷心流淚，琵琶師雷海青不肯演奏，當場被殺。王維聽聞此事，作詩《凝碧池》：「萬戶傷心生野煙，百官何日更朝天？秋槐葉落空宮裏，凝碧池頭奏管絃。」:231此詩暗示忠於唐室:40。王維把詩唸給來訪的裴迪聽，傳了出去:231。757年（至德二载），唐軍收復洛陽，王維獲救，卻背負「貳臣」的污名，想到遁隱以了卻餘生:262、266-267，以陷賊罪為唐軍所監禁。其時胞弟王縉正任刑部侍郎，設法為他開脫:40。新皇帝唐肅宗聽聞過《凝碧池》一詩，有所感動；而宮廷內外有不少人都同情王維，在安史之亂中立功的王縉並冒死請求降職，以贖兄長王維之罪。758年（至德三载），王維只須接受名義上的處分，被降階一級，從正五品上的給事中，改任正五品下的太子中允，毋須流放:268-269、288，但他亦因自責而深深苦惱。王維為了祈求母親的冥福，把輞川別墅捐施為佛寺，是為清涼寺:276、223-224（一說清源寺:52）。其後王維從太子中允升任集賢學士:283、中書舍人、給事中，759年（乾元二年）升遷尚書右丞:25、236，仕途相當不錯:449。王維於761年（上元二年）去世，享壽六十三。臨卒前王縉自蜀州趕回京師，但未及見王維最後一面:273、300。763年（廣德元年），王縉編集王維的作品進獻皇帝:43。

## 文學

### 詩歌

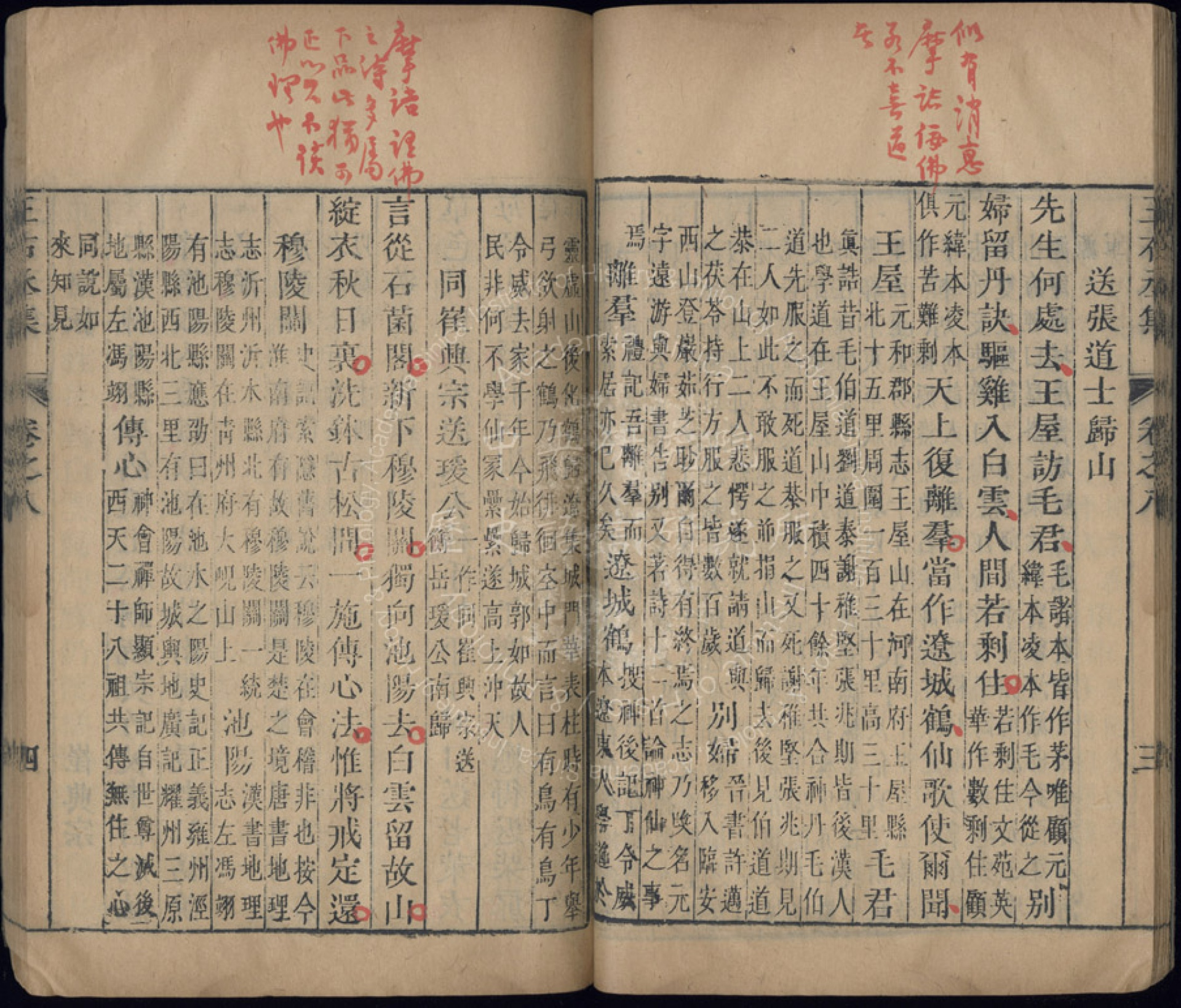
清代趙殿成《王右丞集箋注》

王維詩歌現存370多首:127，成就多方面，兼善各體:190，主題廣泛，超過前代詩人，內容豐富多彩，寫出自宋之問和沈佺期以來最雅致的宮廷詩:45、43。王維觀察敏銳，善於模倣繼承:190、觀察現實，描寫力強:254，作為宮廷詩人，詩風嚴謹。與王翰詩歌相似，王維詩語言簡樸而意義深刻，洗盡鉛華:48-49、37，晚年詩歌風格渾然一體，不見人工斧鑿痕跡。王維頗受初唐詩歌影響，如《冬日遊覽》以司馬相如自比作結，從京城的繁華轉向苦悶的來客，這種結尾方式合乎初唐詩如盧照鄰《長安古意》、駱賓王《帝京篇》的慣例:40-41、56。五言詩方面，王維借取自曹植、鮑照、謝靈運、謝朓、庾信，特別是陶淵明。他有時模倣陶淵明的風格，結合陶淵明的簡樸與京城詩人的精緻，如《贈裴十迪》化用陶詩《飲酒》與《移居》的措詞:58-59。王維詩歌用典中語出最多的詩集是《文選》和《玉台新詠》，也受《史記》、《漢書》影響，類書則多用《藝文類聚》，有時用初唐詩人用語。王維也多用《莊子》的典故，如《漆園》用莊子曾任漆園吏的故事，以此自況:304、236、247。王維善寫剎那間的直覺，在詩中卻往往深藏不露，沒有表現真感情，情感不夠真摯深厚:229、172、237。王維五律富於詩意和美感，但有時敘述容易落實平板，用典造成隔膜:196、194。體裁方面，王維所作樂府詩約佔全部作品的十分之一:38，曾試用六言詩，甚為成功:45。

#### 山水田園詩
王維是山水詩的集大成者，最擅長的題材是山水詩，既寫寧靜田園的優美，也寫壯美的自然:217、186、215。田園和農民是王維詩歌的重要意象，他是把農民作為關注對象的第一位詩人，表現對田園的喜愛及其自然美:194、197-198。如《渭川田家》描寫日暮下村落中，牛羊放牧結隊歸來，一片祥和寧靜的田園生活景象。《春中田園作》籠罩著和暖的春光，農人快樂地勞動。《新晴晚望》寫出一片田園雨後新晴的清新景象，白水和碧峰形成色調明快的對比:194-196，結語寫出農人的忙碌。《輞川閑居贈裴秀才迪》「渡頭餘落日，墟里上孤煙」，一片平靜安謐:52-53，寫出日暮黃昏的田園景象:58。王維寫景詩有著理想主義和烏托邦色彩，筆下的優美田園是為了解脫苦悶、治療創傷而創造的烏托邦世界:203-204。王維寫景詩的淵源，有謝靈運的山水詩和陶淵明的田園詩；在觀察捕捉景物、採用寫實手法方面，王維詩是謝靈運式的；喜愛田園的自由生活環境，則是陶淵明式的:187、203-204。王維以道家的方式接受自然，無心無知，與山水融合一體，並把畫家的想像帶入詩歌，建構千變萬化景物的形狀與顏色:8、60。王維詩有濃烈視覺和空間感覺，對色彩十分敏感，善於掌握色彩光暗:158、165。其山水詩以青綠為主色，也喜歡添上明亮華麗的色彩，如《輞川別業》「兩中草色綠堪染，水上桃花紅欲然」:23。
王維山水詩中，詩人與大自然渾然一體，自然是其人生的終極歸宿:247。他時而通過表現自然的壯美，讚嘆大自然神秘巨大的力量:214，如《華岳》先寫華山的雄偉壯麗，次寫巨靈開山的傳說，賦予華山超自然的神秘感，詩歌規模宏大，結構整齊:215，筆調莊嚴肅穆:47。王維在終南山營建別墅，有歌詠和理想化終南山的名作。《終南山》「太乙近天都，連山到海隅」，「太乙」乃終南山的最高峰太白峰:211、213，詩句運用誇張手法，寫山高連天，連綿至海:197，詩人面對終南山的雄偉高峻，忘卻了煩惱與自我:213。《終南別業》描寫在林中散步:13：
中歲頗好道，晚家南山陲。興來每獨往，勝事空自知。行到水窮處，坐看雲起時。偶然值林叟，談笑無還期。
詩歌表現出在美景中的悠閑情趣:64，詩人把終南山看作道教聖地，有得道的感悟，群山因環抱靈境而更顯雄偉崇高。王維詩多用表現寒冷的意象，抒發悲哀之情，如《冬晚對雪憶胡居士家》寫寒風猛吹，竹林發出尖哨聲，皚皚白雪覆蓋庭院與群山:214、210-211。《過香積寺》「泉聲咽危石，日色冷青松」，寫泉水流過突出的石頭，聲如嗚咽:199，夕陽落在樹林也變冷了:20。《歸嵩山作》「荒城臨古渡，落日滿秋山」兩句語言錘煉，有遠景有近景，寫出秋天的蒼涼蕭瑟，感覺孤寂荒涼:65。《鳥鳴澗》與《輞川集》小詩境界類似：「人閑桂花落，夜靜春山空。月出驚山鳥，時鳴春澗中。」氣氛閑適幽靜，靜中帶動，明月把山鳥驚醒，寫出大自然的微妙變化:228。
王維代表作是《輞川集》20首的組詩。輞川莊是他隱居和享受田園生活之地，撰有《積雨輞川莊作》、《輞川別業》、《田園樂》七首等詩描寫輞川景色與生活:224、226、228。《山居秋暝》：
空山新雨後，天氣晚來秋。明月松間照，清泉石上流。竹喧歸浣女，蓮動下漁舟。隨意春芳歇，王孫自可留。
此詩歌頌輞川水邊世界的美景:233，明月照亮黑夜的溪流，連水底石頭也看得清楚:67，「竹喧歸浣女，蓮動下漁舟」運用倒裝句式，製造懸宕:84；詩歌感覺新鮮，風格閑適:191-192。《輞川集》20首詩屬五言絕句，分別描寫輞川孟城坳、華子岡、文杏館、斤竹嶺等20處地點的風景:244、236，形式為王維獨創，前無古人亦超越前人，寫出自然山水的生命:202、212，次序井然，精細有加:158，把輞川莊構築成與現實隔絕的理想世界，一片柔和寧靜與閑逸，語言言簡意賅:246、251-252，氣氛神秘靜謐，象徵和暗示佛教淨土經中的極樂世界:253，部份夾雜些許感傷情調:159，其中《文杏館》、《金屑泉》、《椒園》充滿浪漫想像。《鹿柴》：「空山不見人，但聞人語響。返景入深林，復照青苔上。」:245、238空無人影的山中，只聽到山谷回音般的人聲；移向青苔的一抹餘暉，使環境頓時寧靜下來。《竹里館》：「獨坐幽篁裏，彈琴復長嘯。深林人不知，明月來相照。」:247、322、329此詩是王維的自畫像:262，詩人在孤獨中與自然融為一體:79，彈奏的琴聲與長嘯聲，是對明月所象徵遙遠世界的呼喚:330。《辛夷塢》寫木蘭花花瓣鮮明濃艷，自開自落，無人欣賞，流露寂寞之情:226。《輞川集》中王維喜愛描寫邈遠及廣闊的景物，遠山遠水。如《北垞》描寫白水縈帶與青林點綴的遠景:162-163。

#### 抒情詩

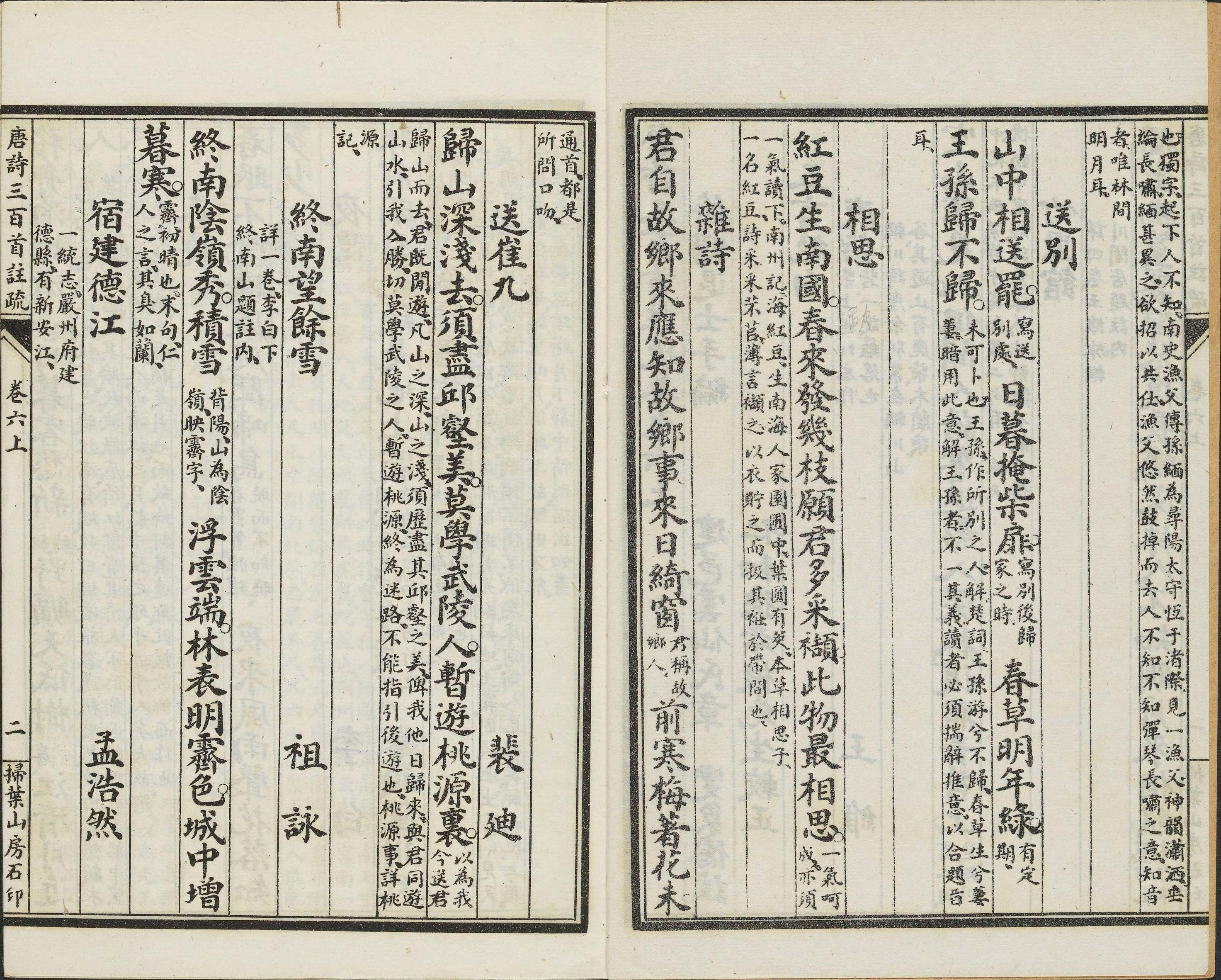
《唐詩三百首注疏》中王維的《送别》與《相思》

王維詩善於言情:182，《九月九日憶山東兄弟》：「獨在異鄉為異客，每逢佳節倍思親。遙知兄弟登高處，遍插茱萸少一人。」抒發每當重陽登山之日，就會觸動親情:13；詩歌結構完美，過渡自然，緊扣詩題，真摯感人:44-45。《雜詩》其二：「君自故鄉來，應知故鄉事。來日綺窗前，寒梅著花未？」王維應歌妓之請走筆作詞，歌詠孟津渡口的遊女，筆觸輕快通脫，抒發自己的鄉情:47-48，也表現願意接近大自然，不眷顧塵世榮華富貴的人生觀:40。《相思》：「紅豆生南國，春來發幾枝？勸君多採擷，此物最相思。」詩歌委婉動人，從紅豆寫起，寫到愛情的萌生以及對愛情的珍重愛惜:182。《偶然作》其三表現了被排斥的心境，流露要皈依佛門、尋求解脫的心志:124。《送別》自問自答，是王維送自己歸隱的自送詩，反映詩人對京城與仕宦生活的厭倦:277、272、268。《班婕妤》寫被漢成帝遺棄的班婕妤忍受孤獨，寓託自己的悲哀。王維部份詩歌表現冷峻的心境，《冬夜書懷》寫夜間寒冷死寂，詩人值宿宮中，茫然孤寂中只聽到漏刻之水的滴答聲，表現虛幻隔膜的感覺:54、209。被貶濟州途中，王維寫了一些嚴謹簡樸的貶逐詩，如《渡河到清河作》等，沿襲了杜審言、沈佺期、宋之問及張說同類題材的作品:35-36。

#### 邊塞詩
王維邊塞詩佔現存詩歌總數的十分之一，主要作於737年至738年（開元二十五至二十六年）任河西節度使判官時期:127，以邊塞詩表現了盛唐的時代精神。《燕支行》語言鋪張揚厲，有初唐詩的風格，歌詠對抗異族的英雄的風姿豪情:326、27-28。《李陵詠》「日暮沙漠陲，戰聲煙塵裏」，表現氣凌沙漠的高亢之聲，乃壯士的慷慨悲歌，表現了悲劇英雄李陵難以傾吐的挫折和屈辱:326、29。王維對大自然色彩感受敏銳，如《隴上行》「雲黃知塞近，草白見邊秋」，把風景塗上沙漠的莽莽黃色與塞外秋天寒霜的白色:72。《使至塞上》「大漠孤煙直，長河落日圓」兩句傳誦千古，描繪出平衡的幾何圖形:39-40，真切地表達出景物特徵:186。《隴頭吟》寫老將戰功卓著，卻得不到論功受賞，歷盡艱辛建立的功跡無人知道；《老將行》寫豪傑英勇無獻，身世卻是懷才不遇，抒發悲涼之情:56-57。

#### 送別詩
王維的送別詩可分兩類，一類是送地方官員赴任，這類詩大多缺乏真實感情，沒有直抒胸臆，詩中較佳的描寫是沿路及目的地的自然風景，與旅途的艱辛，激勵踏上旅途的友人:92-93、328，最後兩句會說讚美人的話:199，是冷靜而禮儀性的詩歌:256，作品如《送楊長史赴果州》、《送邢桂州》等:94-95。王維送人赴蜀地的送別詩中，所用素材往往出自左思《蜀都賦》:148。《送元二使安西》則例外地真切動人：「渭城朝雨浥輕塵，客舍青青柳色新。勸君更盡一杯酒，西出陽關無故人。」:228-229詩歌贈送遠赴邊境者，沒有公事應酬之意，純粹寫私人友情，樸實地流露惜別的傷感。《送韋大夫東京留守》為送友人韋陟赴任洛陽所作，讚美韋陟其人的忠誠，激勵他建功立業，功成身退，明哲保身:97、280-281。王維另一類的送別詩送別對象是較親密的友人知己，屢屢傾訴懷才不遇之感。《送綦毋校書棄官還江東》送別辭官的綦毋潛，意味深長，融合了懷才不遇與自然風景兩個主題。《送丘為落第歸江東》則表現了推薦知音未成的悲傷:100-101、103。《送別》：「山中相送罷，日暮掩柴扉。春草年年綠，王孫歸不歸？」詩後半涵義含蓄而豐富，化用《楚辭．招隱士》的句子，問友人在春草中隱身，有沒有回到世間的打算。送別詩中，王維喜愛運用白雲的意象，如「白雲無盡時」融合時空，饒有深意:108、212。

#### 應制詩
應制詩是奉天子之命而作的詩。王維早期的詩歌，大多是宴會等應酬場合的即興之作，如《從岐王夜燕衛家山池應教》:305、33-34。《奉和聖制從蓬萊向興慶閣道中留春雨中春望之作應制》一詩歌功頌德，氣象宏大，構思嚴謹，契合大唐盛世氣象，沈德潛讚揚此詩為應制詩中難得的傑作。晚年《和賈舍人早朝大明宮之作》，是應賈至的挑戰而作的應制詩，風格工穩華艷:305、308、279。

### 駢文
王維晚年傾力撰寫文章，抒發安史之亂後的深切苦惱，剖白自己的罪孽以求獲贖罪:276、281、295。清代孫梅評論王維的駢文「高華典貴，一如其詩」。王維為韋斌之死撰寫《大唐故臨汝郡太守贈秘書監京兆韋公神道碑銘》，記述安史之亂時韋斌被捕，歷盡苦難，曾援助王維等被關押的友人，最後死於敵營。文章是四六駢文，但遣詞樸素，較少藻飾。《為薛使君謝婺州刺史表》為亂平後被貶婺州的薛氏而作，描述薛氏被囚的痛苦，「身關木索，縛就虎狼」，表現悲傷之情:301、264-265。其《謝除太子中允表》生動詳細地敘述安史之亂後他獲得寬大處置的心情，追究自己曾為俘虜的責任，剖白「跼天內省，無地自容」之情，痛心疾首地自我檢討:269-270。《與工部李侍郎書》讚美在戰亂中立功的李遵，同時抒發自慚形穢之情。王維又撰有《謝御書集賢院額表》，對唐肅宗親自為集賢院題寫匾額表述謝意，嘆息戰亂破壞文化，讚美肅宗復興文化的努力:264、283。

### 辭賦
王維現存唯一一篇辭賦是《白鸚鵡賦》，被當作科舉考試參考用的試帖賦而流傳於世:59-60，寫出鸚鵡被關閉在籠裏的不幸。牠離開伙伴，不得已而在人類世界中度過一生，雖開口效法人類，試圖加入人的隊伍，然而反顧自己，一身依舊孤獨。此賦甚受漢末禰衡《鸚鵡賦》影響:61、63。

## 繪畫

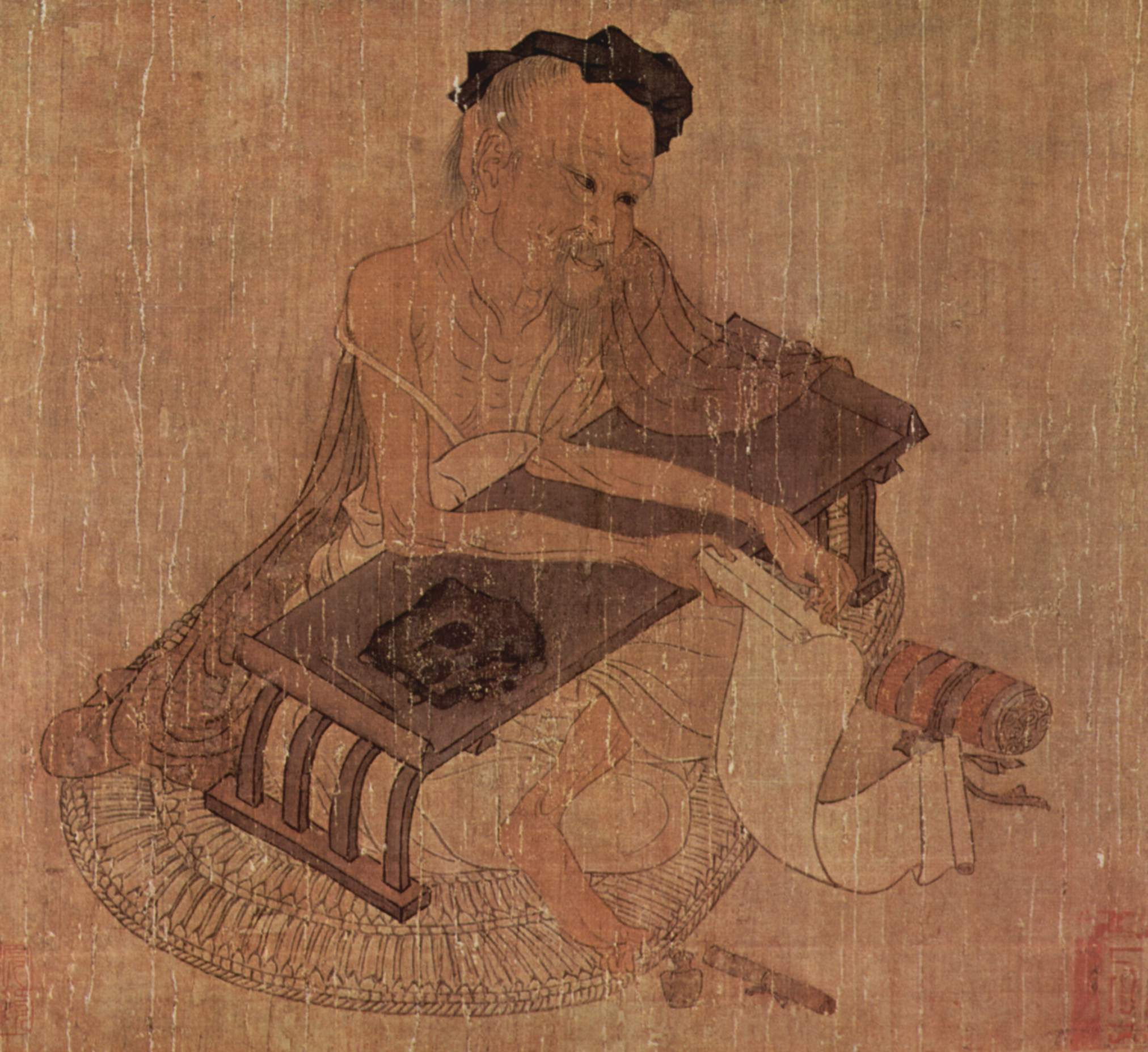
傳王維《伏生授經圖》（局部）

王維以畫家著名，有詩句「宿世謬詞客，前身應畫師」:34，自視為畫家:79。王維早年受李思訓影響，繪畫「頗用金粉」或「大青綠設色」，色彩濃厚鮮麗。718年（開元六年）李思訓卒後，王維受吳道子影響，改習單色的水墨畫，逐漸放棄了李思訓的金碧山水，所畫的山水松石與吳道子的相似:104-105、118。王維《輞川圖》20幅，繪畫輞川別墅附近的20道風景，原本很可能是《輞川集》的附圖，描畫輞川山水之美:116、205-206，筆力雄壯，唐代朱景玄評曰「山谷鬱盤，雲水飛動，意出塵外，怪生筆端」。《輞川圖》有兩幅，一是立軸，為稿本，一是壁畫，畫在王維輞川別墅的牆壁上。後來王維把輞川莊捐施為佛寺清源寺，《輞川圖》就成為寺中的壁畫，最後毀於會昌滅佛:199-201。王維名畫《袁安臥雪圖》，又名《雪中芭蕉》以東漢袁安臥雪的故事，聯繫以佛教雪中芭蕉的意象:103。《雪溪圖》用平遠式的構圖，氣韻古樸，布置簡單。張彥遠《歷代名畫記》評論王維善於畫山水，卻有時「過於樸拙」，有時「翻更失真」:204、127，並未真實地忠於自然:88。張彥遠又指王維「破墨山水，筆跡勁爽」，破墨山水是王維山水畫風格之一:39，「依山川之形留白」:89，技法上注重水墨的結合，與李思訓重設色的那一派畫風有異:39。
人物畫方面，王維繪有《黃梅出山圖》，描繪慧能得弘忍傳授衣鉢以後，往返曹溪修行的故事。《渡水羅漢》圖描繪十六羅漢涉水渡河的景況:149-150、155，《維摩詰圖》描繪佛經中的維摩詰居士。《四皓圖》描繪《史記》及《高士傳》中隱士東園公等「四皓」對話的情景:158、163、168；《伏生授經圖》描繪西漢伏生向晁錯口授《尚書》（今僅存原圖約三份一的畫面）；另外王維又曾為自己、崔興宗、孟浩然畫肖像畫:178、181-182。王維晚年，曾受崔圓所托為其宅邸繪畫壁畫:268。北宋末年《宣和畫譜》著錄王維圖畫有126幅，有一半是佛教題材，但當中多是膺品:103、25。王維的畫作幾乎全部遺佚，僅有包括現藏大阪市立博物館的《伏生授經圖》在內等數幅相傳是王維繪製的作品存世:149。王維撰有《畫學秘訣》（一說並非王維所作），他掌握了繪畫中的透視法，指出「遙天共水色交光」、「遠水無波，高與雲齊」，距離愈遠其形愈小；視線以下者在遠處則高，視線以上者在遠處則低:17、65；景物要分陰陽氣象，還有早晚四季。王維論山水畫，指出大地原來的顏色是青綠色，只是秋冬兩季顏色轉淡:68、21。

## 宗教

### 佛教

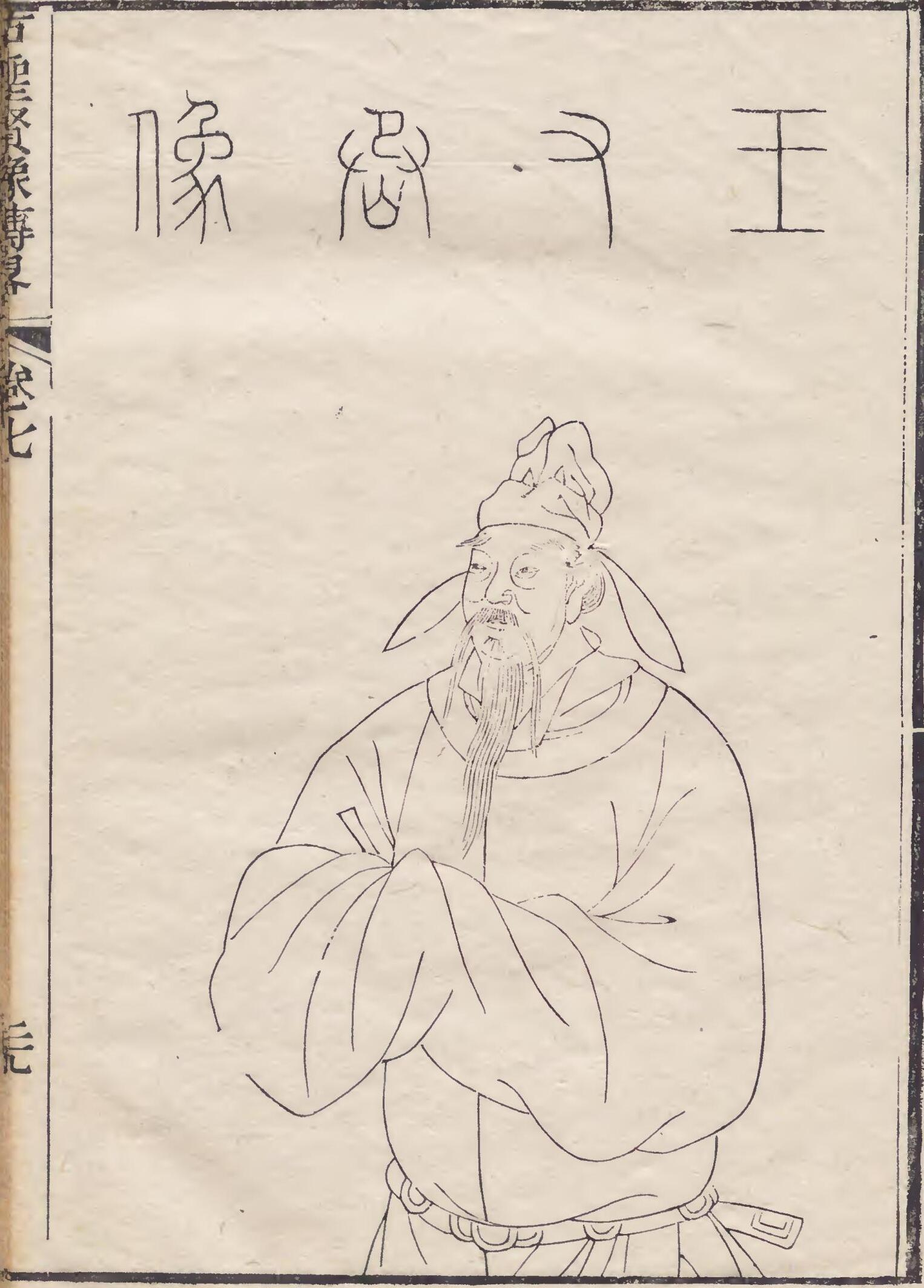
《古聖賢像傳略》王維像

王維母親崔氏虔誠信佛，師事高僧大照禪師（普寂）30餘年，以修禪為樂，生活樸素。受母親影響，王維熱心佛教:4，於728年皈信佛教:19，自729年（開元十七年）拜華嚴宗僧人道光為師，受聲聞戒:147。王維在官場中深感厭倦孤獨，而又不能離開官場，想通過佛教尋求精神解脫。在安史之亂中被囚禁時，王維曾發誓要出家，但後來沒有實踐:186、292。他把自己的歸隱與山居，當成前往日落的西方淨土:98。王維佛教造詣頗深，所撰《能法師碑》全篇皆用佛語綴成:51，對淨土信仰有深刻理解，撰有《西方變畫贊並序》、《西方阿彌陀變贊》等關於淨土變相圖的文章，《西方阿彌陀變贊》描寫極樂世界，語出淨土《三部經》:252。王維禪學受北宗即東山法門影響，修「如來清淨禪」:139、142，740年（開元二十八年）時曾與南宗的神會與北宗的惠澄在南陽會面，談論數日。王維將塵與心以及我與物區分開來，彰顯清淨心的超越性質，重視坐禪:144、149、158，常於輞川別墅修禪。坐禪不必深入山澤曠野，而在心念不起:160、169。王維晚年撰有《為舜闍黎謝御題大通大照和尚塔額表》，舜闍黎是僧團頭目，大通、大照即神秀與普寂，致謝唐肅宗之餘，表現了佛教的政治理想。緣於佛教布施觀念，王維向朝廷捐獻自己的職田所得，用來救助貧民:286-287。每天退朝之後，「焚香獨坐，以禪誦為事」，並為了祈求母親的冥福，欲借佛陀之力祈盼國家安寧，王維把輞川別墅施捨作寺院。他弘揚《仁王經》，篤信佛教能為國家帶來平安；在《進注仁王經表》中，王維明確地把皇帝比作佛陀:289、295。
王維詩宗教色彩頗重，佛教的想像與哲理是王維山水畫與詩學的審美基礎:102、111，其詩歌對物感興，從中能體會佛理。當中《輞川集》小詩禪味最濃:57、53，是藝術家手眼與禪理妙悟的結合，王士禛評曰「字字入禪」:216、222。詩人從精神上遁逃出塵世，展示了禪宗的空境。禪境和生活常境在輞川水乳交融:76-77，如《孟家坳》抒發了佛教「諸行無常」的情懷，《鹿柴》和《竹里館》吟誦佛教「心境冥會」的境界:53-54。王維了悟淵泊的靜寂，也就是禪宗「無動無靜，無生無滅」的淡然世界:78，喜愛用禪宗的方式沉思冥想:64。《登辨覺寺》是佛教寓言詩，闡述精神從實際世界的幻覺，進入涅槃的自我泯滅的過程，寺院的美景將迷妄的心靈引向正途與覺悟:50。《秋夜獨坐》「欲知除老病，唯有學無生」，「無生」是指對不生不滅之實相的領悟:55。王維詩中常出現的田園，都是西方極樂淨土的景象，佛教式的想像成為王維詩歌的表現媒介:序3。詩中常描寫夕陽、斜日、落暉，跟《觀無量壽經》「日觀想」（面向西方朝拜落日）信仰所帶來的思考有關，西方淨土化成夕陽中寧靜的田園樂土景象:92、127。加地哲定認為王維可說是詩體佛教文學體制的創立者:52。

### 道教
王維在濟州和退隱嵩山時，都受道教思想影響，與道士頗有來往:10、94。他對道教的金丹術有興趣，曾親身實踐，但結論是「黃金不可成」:319。

## 影響
王維對詩體發展的最重要貢獻在於絕句:45。五絕體裁向來不太受重視，王維《輞川集》等作品則使五言絕句展現出全新面貌，能在詩壇佔一席之地:251，開創一新風格和精神世界:152。《輞川集》影響巨大，在八世紀後半期成為許多絕句組詩的模式:38-39。《輞川集》也影響了造園藝術；日本江戶時代漢詩摹倣《輞川集》，有以五言分別題詠一處若干景點，並統名為園的風氣:154。唐代京城詩人沿用王維詩的風格:43，大曆（766年—779年）詩人錢起、郎士元繼承王維送別詩「沿路敘景」的手法:154、157；白居易的閑適詩受王維詩歌影響:242；李商隱《寄令狐郎中》結尾以司馬相如自況，模倣了王維的《冬日遊覽》。王維對仗句的藝術特色對唐詩有重要貢獻，為後人所模倣:56、61。「行到水窮處，坐看雲起時」兩句受人倣效，如盧綸「聽琴泉落處，步履雪深時」、邵雍「月到天心處，風來水面時」:82。王維《相思》等詩歌被廣泛傳唱，獨步當時，絕句《送元二使安西》在唐代亦被配樂歌唱，別名《陽關三疊》，是當時有名的曲調:49、41、97。王維是第一個彰顯陶淵明的盛唐詩人，盛唐以後陶淵明詩才備受歡迎。王維作詩《桃源行》，韓愈詩《桃源圖》和劉禹錫詩《桃源行》題材相同，都想在王維的基礎上別出心裁:20-21。王維詩言已盡而意無窮，成為王士禛「神韻說」的根據:59。《紅樓夢》講述香菱跟林黛玉學詩，運用了「大漠孤煙直，長河落日圓」為素材:185。

## 評價與地位
王維是盛唐年間第一詩人，唐代宗稱王維為「天下文宗，位歷先朝，名高希代」:267。李白杜甫都很欣賞王維，王維過世後，杜甫寫詩說「不見高人王右丞」:191-192。王維詩用平常意象，殷璠評謂「一句一字，皆出常境」:154。到中唐，王維文學地位被列於李白、杜甫之下:43。晚唐詩人儲嗣宗則對王維的詩學成就推崇備至。蘇軾提出「味摩詰之詩，詩中有畫；味摩詰之畫，畫中有詩」:128、136，歷代詩話指王維詩中有畫，畫中有詩:64，王夫之以《終南山》為例說明其「畫中有詩」:79。歷代評家又以「幽玄」概括王維五絕的特質:156。蔣寅指出，過份強調「詩中有畫」之說，其實貶低了王維詩歌的藝術成就，王詩的精練之處往往都不能入畫，是超越繪畫的:98-99。王維被迫接受安祿山官爵一事，受後世道學家批評。朱熹說「其人既不足言」，顧炎武批評他「以文章欺人」，李紱認為王維值得同情，但行為總歸是錯誤的，是學佛之誤。杭世駿、全祖望、厲鶚則替王維辯護。趙殿成亦為他辯護，反對朱熹把品行與文學直接掛鈎的說法:259-260。
王維受後世尊崇為水墨畫的始創人:109、山水畫宗師；北宗是李思訓的著色山水，南宗是王維的水墨山水:25。在唐代，王維的山水畫地位不甚高，被朱景玄《唐朝名畫錄》列入「妙上品」，遜色於李思訓；張彥遠《歷代名畫記》亦認為王維繪畫上的貢獻不如吳道子與李思訓。五代時王維地位提升:125-127，《舊唐書》讚揚王維圖畫「筆蹤措思，參於造化」，但也指出其構圖有缺陷。荊浩則讚賞王維「筆墨苑麗，氣韻清高，巧寫天成，亦動真思」，超出吳道子之上。在北宋畫評家眼中，王維已是足以與李思訓相抗衡的畫家:128-129、134。沈括稱王維「畫中最妙山水」:26；韓拙稱王維「畫絕古今」，王維獲得山水畫史上最崇高的地位。晚明董其昌建立南北分宗的理論，使王維成為文人畫派之始祖:134、141-142。

## 延伸閱讀
[在维基数据编辑]
 在维基文库阅读此作者作品（ 在维基共享资源阅览影像）
 《舊唐書·卷190下》，出自刘昫《舊唐書》
 《新唐書/卷202》，出自《新唐書》
- 王紫駱. . 《河北科技師範學院學報：社會科學版》. 2021, 20 (1): 61–65  [2024-10-28] （中文（简体））.
- 張錦輝. . 《海南大學學報：人文社會科學版》. 2017, 35 (1): 50–56  [2024-10-28] （中文（简体））.
- 陸濤; 林雲. . 《南方文物》. 2021, 2: 293–297  [2024-10-28] （中文（简体））.